# 1060-ті до н. е.

## Події
Арамеї під керівництвом Адад-апла-іддіна захоплюють низку міст Вавилонії, сам Адад-апла-іддін узурпує вавилонський престол.

## Правителі
- фараон Єгипту Смендес;
- цар Ассирії Ашшур-бел-кала;
- царі Вавилонії Мардук-шапік-зері та Адад-апла-іддін;
- ван династії Шан Чжоу-сінь.